# Santuario del Sacro Cuore (Como)
Il santuario del Sacro Cuore, localmente conosciuto anche come chiesa della Provvidenza, è un luogo di culto cattolico della città di Como. Costruito per volere di san Luigi Guanella e Andrea Carlo Ferrari, è annoverato nell'elenco dei Santuari e templi votivi della Diocesi di Como.

## Storia
Una primitiva chiesa ad aula venne eretta tra il 1892 e il 1893, su progetto commissionato da don Luigi Guanella a Giacinto Valli. Quest'ultimo progettò un edificio a pianta rettangolare, lungo 40 m e largo 13 m, il quale potesse concretizzare il suggerimento dell'allora vescovo di Como Andrea Ferrari di costruire una chiesa che potesse servire non solo da cappella per l'attiguo ricovero per bisognosi fondato dal Guanella, bensì anche alle esigenze di pastorale degli abitanti del quartiere.
La trasformazione della chiesa in santuario per la devozione al Sacro Cuore di Gesù avvenne a partire dal 1913, in concomitanza con l'inizio di alcuni lavori di ampliamento diretti da Giacinto Valli e commissionati da don Guanella ad Aristide Leonori. I lavori interessarono l'area absidale della chiesa originaria, zona che venne sostituita da un transetto e da un prolungamento di 21 m della navata. Nel transetto vennero costruite due cappelle, che andarono a sommarsi alle quattro già esistenti nella porzione anteriore dell'edificio. Ad Aristide Leonori venne inoltre commissionata l'edificazione, nel prolungamento della navata, di una serie di riproduzioni di alcuni luoghi della Terra Santa: la grotta della Basilica dell'Annunciazione di Nazateth, la grotta di Betlemme, la Scala Santa, il Calvario e il Santo Sepolcro. La morte di don Guanella comportò tuttavia una brusca interruzione dei lavori, cosicché le due grotte non vennero mai realizzate.
La facciata, la copertura interna e le quattro cappelle più antiche vennero rifatte nel 1942, mentre ulteriori lavori si registrarono negli anni 1985-1986 e nel 2005.
Dal 2012 il Santuario ospita un organo Mascioni.

## Descrizione

### Esterni
La facciata, curata da Vitaliano Marchini, è aperta da un portale in marmo di Musso. Lo stesso materiale si ritrova sia nelle arcate del porticato che introduce all'ingresso, sia nei 2,5 m di altezza della statua del Sacro Cuore, collocata in cima alla facciata.

### Interni
Internamente, il Santuario si presenta come un edificio a singola navata, coperta da un soffitto in legno a cassettoni. La parte del soffitto al di sopra dell'ingresso ospita un olio su tela realizzato nel 1919 da Giacomo Mantegazza sul tema della Comunione dei Santi.
Nelle pareti laterali della navata si aprono una serie di arcate sostenute da lesene.
All'incrocio tra la navata e il transetto trova posto l'altare maggiore, realizzato nel 1986 da Pellegro Promontorio e coperto da un ciborio eseguito dal marmista Bianchi nel 1936. A Pellegro Promontorio si deve anche il progetto dell'altare della cappella dedicata alla Sacra Famiglia, collocato a sinistra del presbiterio e introdotto da un paliotto dell'artista Runggaldier (1929).
Sull'arcata trionfale trova posto il dipinto realizzato da Torildo Conconi nel 1986, opera raffigurante Sant'Abbondio e il beato Ferrari. Lo stesso Conconi è l'autore del dipinto a olio intitolato Venite benedetti dal Padre mio, opera collocata nella porzione di soffitto che copre il prolungamento della navata alle spalle del presbiterio.
Ai lati del presbiterio si trovano la cappella del transito di San Giuseppe e la cappella della Madonna e dei Santi della Divina Provvidenza. La prima di queste cappelle deve il proprio nome alla presenza di un'omonima pala d'altare, tela dipinta nel 1955 da Giovan Battista Conti, autore anche della tela della Madonna con Santi (1924) che dà il nome alla seconda cappella. Nella cappella mariana, che ospita un altare con paliotto marmoreo di Vitaliano Marchini (1943), trovano inoltre posto le statue in legno policromo rappresentative della Madonna col Bambino. Sempre ai lati del presbiterio, le statue lignee di San Pietro e della Madonna della Provvidenza vennero scolpite nel 1952 dalla bottega di Vincenzo Moroder.
Sulla destra dell’altare maggiore, l'accesso alla sacrestia è sormontato da una piccola finestra che si affaccia su quella che un tempo era la camera da letto di don Guanella.
Tra i dipinti conservati nel Santuario si ricorda il ciclo di Mario Bogani sul tema delle opere di misericordia corporali (2011). Allo stesso artista si deve il grande affresco realizzato nel 1996 per la cappella situata sul lato orientale alle spalle del presbiterio, progettata da Giuseppe Martinenghi nel 1964 per ospitare le spoglie di don Guanella e di suor Chiara Bosatta. L'altare di questa cappella, in marmi policromi, fu progettato nel 1991 da Pellegro Promontorio. Sul lato opposto si trova invece la cappella dedicata al Sacro Cuore, la quale ospita una pala d'altare di Attilio Ticinese.
Tra le tele novecentesche conservate nel Santuario si annovera la Trasfigurazione dipinta nel 1919 dal pittore Pietro Verzetti. Quest'opera si trova nella copertura dello spazio del coro, sul quale si affacciano anche la vetrata di Giovanni Beltrami (1916) e il gruppo di gessi della Crocifissione realizzato dall'artista Antonio Rescaldini (1917) per la zona che vuole riprodurre il Calvario.